# Álvaro Carpe
Álvaro Carpe (Murcia, España, 5 de junio de 2007) es un piloto español de motociclismo que desde 2025 corre en Moto3 para el equipo Red Bull KTM Ajo. Anteriormente fue campeón de la Red Bull Rookies Cup y del JuniorGP en 2024.

## Biografía

### Inicios
Carpe debutó en el JuniorGP en 2022 con el equipo STV-MT Helmets-MSI y con moto KTM. Debido a no cumplir la edad mínima no pudo disputar las tres primeras carreras del campeonato. Finalizó 31.º sin lograr puntuar.
Para 2023, se convirtió en uno de los grandes pilotos del JuniorGP. Carpe disputó la temporada con el equipo Laglisse Academy, logró cuatro podios y finalizó 3.º del campeonato por detrás de Ángel Piqueras y Luca Lunetta. Además ese mismo año hizo su debut en la Red Bull Rookies Cup donde fue subcampeón con dos victorias detrás de Piqueras.
En 2024 afrontó ambos campeonatos como uno de los favoritos tras sus resultados el año anterior, y no decepcionó venciendo en ambos campeonatos. Logró tres victorias en el JuniorGP y cuatro en la Red Bull Rookies Cup. Además ese mismo año debutó en el Campeonato Mundial de Motociclismo en la categoría de Moto3 con un wildcard en el Gran Premio Solidario disputado en Barcelona.

### Campeonato del Mundo
Para 2025 se confirma a Carpe como piloto de Moto3 en el equipo Red Bull KTM Ajo.

## Resultados

### Campeonato del Mundo de JuniorGP
(Carreras en negrita indica pole position, carreras en cursiva indica vuelta rápida)
| Temp. | Moto      | 1       | 2       | 3     | 4      | 5      | 6      | 7      | 8       | 9       | 10     | 11      | 12     | Pos. | Pts. |
| ----- | --------- | ------- | ------- | ----- | ------ | ------ | ------ | ------ | ------- | ------- | ------ | ------- | ------ | ---- | ---- |
| 2022  | KTM       | EST     | VAL     | VAL   | BAR 23 | BAR 18 | JER 19 | JER 16 | POR Ret | MIS DNS | ARA 16 | VAL 16  | VAL 16 | 31.° | 0    |
| 2023  | Husqvarna | EST DSQ | VAL 10  | VAL 3 | JER 2  | JER 2  | POR 5  | POR 4  | BAR 7   | BAR Ret | ARA 5  | VAL 2   | VAL 5  | 3.º  | 137  |
| 2024  | Husqvarna | MIS 6   | MIS Ret | EST 9 | BAR 9  | BAR 1  | POR 1  | POR 3  | JER 3   | JER 3   | ARA 1  | EST Ret | EST 6  | 1.º  | 157  |

### Red Bull MotoGP Rookies Cup
(Carreras en negrita indica pole position, carreras en cursiva indica vuelta rápida)
| Temp. | 1     | 2     | 3     | 4     | 5     | 6       | 7     | 8     | 9     | 10    | 11    | 12     | 13    | 14    | Pos. | Pts. |
| ----- | ----- | ----- | ----- | ----- | ----- | ------- | ----- | ----- | ----- | ----- | ----- | ------ | ----- | ----- | ---- | ---- |
| 2023  | POR 2 | POR 6 | JER 4 | JER 3 | LMS 6 | LMS Ret | MUG 6 | MUG 8 | ASS 2 | ASS 6 | RBR 1 | RBR 2  | MIS 1 | MIS 2 | 2.º  | 203  |
| 2024  | JER 4 | JER 1 | LMS 3 | LMS 5 | MUG 3 | MUG 3   | ASS 6 | ASS 2 | RBR 1 | RBR 1 | ARA 1 | ARA 16 | MIS 6 | MIS 2 | 1.º  | 232  |

### Campeonato del Mundo de Motociclismo
Sistema de puntuación de 1993 hasta 2022:
| Posición | 1.º | 2.º | 3.º | 4.º | 5.º | 6.º | 7.º | 8.º | 9.º | 10.º | 11.º | 12.º | 13.º | 14.º | 15.º |
| Puntos   | 25  | 20  | 16  | 13  | 11  | 10  | 9   | 8   | 7   | 6    | 5    | 4    | 3    | 2    | 1    |

Sistema de puntuación desde 2023 en adelante:
| Posición       | 1.º | 2.º | 3.º | 4.º | 5.º | 6.º | 7.º | 8.º | 9.º | 10.º | 11.º | 12.º | 13.º | 14.º | 15.º |
| Puntos         | 25  | 20  | 16  | 13  | 11  | 10  | 9   | 8   | 7   | 6    | 5    | 4    | 3    | 2    | 1    |
| Carrera sprint | 12  | 9   | 7   | 6   | 5   | 4   | 3   | 2   | 1   |      |      |      |      |      |      |

#### Por categoría
| Cat.  | Temporadas    | 1.er Gran Premio | 1.er Podio     | 1.ª Victoria  | Carreras | Victorias | Podios | Poles | V.Ráp. | Pts. | CM |
| ----- | ------------- | ---------------- | -------------- | ------------- | -------- | --------- | ------ | ----- | ------ | ---- | -- |
| Moto3 | 2024-presente | Barcelona 2024   | Tailandia 2025 |               | 1        | 0         | 0      | 0     | 0      | 0    | 0  |
| Total | 2024–Presente | 2024–Presente    | 2024–Presente  | 2024–Presente | 1        | 0         | 0      | 0     | 0      | 0    | 0  |

#### Por temporada
| Temp. | Cat.  | Moto  | Equipo           | Carreras | Victorias | Podios | Poles | V.Ráp. | Pts. | Pos |
| ----- | ----- | ----- | ---------------- | -------- | --------- | ------ | ----- | ------ | ---- | --- |
| 2024  | Moto3 | KTM   | Red Bull KTM Ajo | 1        | 0         | 0      | 0     | 0      | 0    | 30° |
| 2025  | Moto3 | KTM   | Red Bull KTM Ajo |          |           |        |       |        | *    | *   |
| Total | Total | Total | Total            | 1        | 0         | 0      | 0     | 0      | 0    |     |

#### Carreras por año
| Año  | Cat.  | Moto | 1     | 2       | 3     | 4     | 5     | 6     | 7     | 8     | 9     | 10    | 11    | 12     | 13     | 14  | 15  | 16  | 17  | 18  | 19  | 20     | 21  | 22  | Pos. | Pts. |
| ---- | ----- | ---- | ----- | ------- | ----- | ----- | ----- | ----- | ----- | ----- | ----- | ----- | ----- | ------ | ------ | --- | --- | --- | --- | --- | --- | ------ | --- | --- | ---- | ---- |
| 2024 | Moto3 | KTM  | QAT   | POR     | AME   | SPA   | FRA   | CAT   | ITA   | NED   | GER   | GBR   | AUT   | ARA    | RSM    | ERM | INA | JPN | AUS | THA | MAL | SLD 19 |     |     | 30.º | 0    |
| 2025 | Moto3 | KTM  | THA 2 | ARG Ret | AME 6 | QAT 7 | SPA 8 | FRA 4 | GBR 4 | ARA 3 | ITA 2 | NED 4 | GER 5 | CZE 12 | AUT 10 | HUN | CAT | RSM | JPN | INA | AUS | MAL    | POR | VAL | 5.º  | 139  |

| Color     | Resultado                                                               |
| --------- | ----------------------------------------------------------------------- |
| Oro       | Ganador                                                                 |
| Plata     | 2.ª plaza                                                               |
| Bronce    | 3.ª plaza                                                               |
| Verde     | Finalizó en los puntos                                                  |
| Azul      | Finalizó sin puntos                                                     |
| Azul      | NC - No clasificado                                                     |
| Violeta   | Ret - No terminó (Carrera)                                              |
| Rojo      | DNQ - No se clasificó                                                   |
| Negro     | DSQ - Descalificado                                                     |
| Blanco    | DNS - No empezó (carrera)                                               |
| Blanco    | WD - Retirado (fin de semana)                                           |
| Blanco    | C - Carrera cancelada                                                   |
| Sin color | DNP - Inscrito pero no participó                                        |
| Sin color | INJ - Lesionado                                                         |
| Sin color | EX - Excluido                                                           |
| Estado    | Resultado                                                               |
| Negrita   | Pole position                                                           |
| Cursiva   | Vuelta rápida                                                           |
| x         | Posición en carrera sprint                                              |
| †         | Abandona, pero clasifica al completar el porcentaje requerido para ello |